# Enrico Pasteur
Enrico Eugenio Camillo Pasteur (Génova, 27 de agosto de 1882 - Génova, 28 de noviembre de 1958) fue un futbolista, entrenador y árbitro italiano. También se desempeñó por algunos años como jugador del equipo de waterpolo del Genoa.
Era conocido como Pasteur II para distinguirlo de su hermano Edoardo Pasteur, que también fue jugador de fútbol, árbitro y dirigente deportivo.

## Biografía
Enrico nació en Génova a pesar de poseer ascendencia suiza. Incluso fue pariente del reconocido bacteriólogo Louis Pasteur.
Era un hombre muy deportivo, tanto es así que no solo se destacaba en fútbol y waterpolo. Practicó motociclismo y el atletismo de motor, disciplina en la que obtuvo el título de campeón de Italia en los 100 metros lisos en 1902.

### Futbolista
Fue uno de los primeros jugadores del Genoa. Fue incorporado al equipo de fútbol por recomendación de su hermano Edoardo.
En el conjunto Rossoblu jugó desde 1899 hasta el 1906, donde consiguió 5 títulos de Campeonato Italiano. Cubría el papel de defensor por la banda izquierda, equipado con una resistencia física y moral notable. Debutó el 16 de abril de 1899, en la final del campeonato ganado por 3-1 ante el Internazionale Torino.
En abril de 1903 participó del primer partido jugado por un club italiano en un país extranjero. Genoa se midió ante el FVNizza de Niza, donde salieron victoriosos los genoveses al imponerse por 3-0. En aquel encuentro Enrico fue autos de uno de los tres goles.
Se retiró del fútbol en 1906. Durante sus 7 años en el Genoa jugó 14 partidos y marcó 3 goles.

### Entrenador
Durante el 1916 y 1919 dirigió el equipo de fútbol del Genoa. Debido a la Primera Guerra Mundial el campeonato italiano se mantuvo en suspenso, por lo que dirigió algunos amistosos y trofeos que se realizaron en la época. Fue el entrenador que descubrió y trajo al equipo a Ottavio Barbieri, ídolo y capitán genovés por casi 15 años.

### Jugador de waterpolo
En Genoa, Bajo la presidencia de su hermano Edoardo, Enrico fue uno de los principales fundadores de la sección de waterpolo en el club. También se dedicó a ese deporte y contribuyó en el éxito del club rossoblu. De hecho, fue el portero del equipo durante 1914 y 1920, ganando el campeonato en la primera y el segundo torneo preolímpico de Millesimo.

### Árbitro
Luego de retirarse definitivamente de su carrera como deportista, se dedicó al arbitraje en el campeonato de fútbol italiano y en los torneos de waterpolo.

## Clubes

### Como jugador
| Club         | País   | Año         |
| ------------ | ------ | ----------- |
| Genoa C.F.C. | Italia | 1899 - 1906 |

### Como entrenador
| Club         | País   | Año         |
| ------------ | ------ | ----------- |
| Genoa C.F.C. | Italia | 1916 - 1919 |

## Palmarés

### Como jugador
| N.º | Título              | Equipo       | País   | Año  |
| --- | ------------------- | ------------ | ------ | ---- |
| 1   | Campeonato Italiano | Genoa C.F.C. | Italia | 1899 |
| 2   | Campeonato Italiano | Genoa C.F.C. | Italia | 1900 |
| 3   | Campeonato Italiano | Genoa C.F.C. | Italia | 1902 |
| 4   | Campeonato Italiano | Genoa C.F.C. | Italia | 1903 |
| 5   | Campeonato Italiano | Genoa C.F.C. | Italia | 1904 |